# DXTEEN
DXTEEN（ディーエックスティーン）は、日本の6人組ボーイズグループ。日本の吉本興業と韓国のエンタテインメント企業・CJ ENMによる合弁会社のLAPONEエンタテインメント所属。公式ファンダムネームはNICO（ニコ）。

## 概要
LAPONEエンタテインメント所属として3組目、2021年にデビューしたINI以来2年ぶりとなるボーイズグループ。メンバー6人全員が日本人で構成されている。2023年5月10日、シングル「Brand New Day」でデビュー。
グループ名「DXTEEN」は「DREAM X TEEN」を表しており、「夢（Dream）を目指し、一歩一歩拡張（eXtension）・拡大（eXpand）しながら成長していき、努力と挑戦を重ねていく6人の青春（TEEN）の "無限な可能性"」を表現し、時間が経ち成長しても夢見る「青春心」を失わず、夢を更に大きくしていくという意味が込められている。
ファンダムネーム「NICO」は、SNS上でファンからの案を募集して決定したもので、「メンバーもファンもニコニコ過ごせるように」「お互いを笑顔にさせる存在でいられるように」という意味が込められている。

## 略歴

### デビュー前
- 2021年6月13日、韓国発祥の日本版オーディション番組『PRODUCE 101 JAPAN SEASON2』の放送が終了。12月17日には、本番組に出演していた大久保波留・寺尾香信・平本健・福田歩汰の4名が、LAPONEエンタテインメント所属の公開練習生「LAPONE BOYS」として発表された[3]。
- 2022年、SEVENTEEN「HIT」[4]や、HIGHLIGHT「DAYDREAM」[5]のダンスカバー動画などを公開。練習生としてレッスンに励む様子や活動がYouTubeチャンネルなどを通して更新されていたが、同年9月からは全SNSの更新を休止して、更なる練習へ専念することが発表された[6]。

### 2023年
- 2月14日、LAPONE BOYSとして練習生をしていた4名のもとに、新たに谷口太一・田中笑太郎の2名が加わり、6名でDXTEENとしてデビューすることが発表された[7]。3月8日には、デビューに先駆けて、プレデビュースペシャルイベントを開催[8]。
- 5月10日、シングル「Brand New Day」をリリースし、デビュー。最初の一歩を踏み出す高揚感をレトロポップサウンドで表現した楽曲になっており、収録曲「Sail Away」は、JO1・川尻蓮が振付を担当している[9]。
- 7月17日、江ノ島東浜海水浴場の公式アンバサダーに就任し、2ndシングル「First Flight」収録曲「Dive」が、同海水浴場の公式テーマソングに決定した[10]。
- 9月6日、2ndシングル「First Flight」をリリース[11]。

### 2024年
- 1月31日、3rdシングル「Snowin'」をリリース[12]。本シングルは、オリコンの週間シングルランキングにて、グループ初となる1位を獲得した[13]。
- 5月18日より、グループ初となる全国ツアー「2024 DXTEEN 1ST ONE MAN LIVE TOUR」をスタート[14]。
- 7月17日、1stアルバム『Quest』をリリース[15]。
- 12月4日、4thシングル「Level Up」をリリース[16]。

### 2025年
- 5月7日、5thシングル「Tick-Tack」をリリース[17]。
- 9月24日、6thシングル「両片想い」をリリース予定[18]。

## メンバー
| 名前       | 名前                | 生年月日               | 出身地 | 身長  | 血液型 | メンバーカラー | 備考                                                  |
| 漢字       | 仮名                | 生年月日               | 出身地 | 身長  | 血液型 | メンバーカラー | 備考                                                  |
| ---------- | ------------------- | ---------------------- | ------ | ----- | ------ | -------------- | ----------------------------------------------------- |
| 大久保波留 | おおくぼ なる       | 2004年7月3日（21歳）   | 福岡県 | 177cm | A型    | ピンク         | - 『PRODUCE 101 JAPAN SEASON2』出演（最終順位：12位） |
| 田中笑太郎 | たなか しょうたろう | 2005年10月18日（19歳） | 山梨県 | 179cm | 不明   | パープル       |                                                       |
| 谷口太一   | たにぐち たいち     | 2002年7月11日（23歳）  | 奈良県 | 173cm | A型    | レッド         | - 『TO BE WORLD KLASS』出演                           |
| 寺尾香信   | てらお こうしん     | 2003年8月5日（22歳）   | 広島県 | 170cm | A型    | グリーン       | - 『PRODUCE 101 JAPAN SEASON2』出演（最終順位：17位） |
| 平本健     | ひらもと けん       | 2004年12月18日（20歳） | 兵庫県 | 171cm | B型    | ブルー         | - 『PRODUCE 101 JAPAN SEASON2』出演（最終順位：34位） |
| 福田歩汰   | ふくだ あゆた       | 2003年3月30日（22歳）  | 栃木県 | 178cm | O型    | イエロー       | - 『PRODUCE 101 JAPAN SEASON2』出演（最終順位：35位） |

## ディスコグラフィ

### シングル
|     | 発売日        | タイトル      | 規格品番   | 形態         | 形態        | 順位 | 売上枚数 | 収録アルバム |
| --- | ------------- | ------------- | ---------- | ------------ | ----------- | ---- | -------- | ------------ |
| 1st | 2023年5月10日 | Brand New Day | YRCS-90226 | CD+DVD       | 初回限定盤A | 5位  | 29,092枚 | Quest        |
| 1st | 2023年5月10日 | Brand New Day | YRCS-90227 | CD+DVD       | 初回限定盤B | 5位  | 29,092枚 | Quest        |
| 1st | 2023年5月10日 | Brand New Day | YRCS-90228 | CD           | 通常盤      | 5位  | 29,092枚 | Quest        |
| 2nd | 2023年9月6日  | First Flight  | YRCS-90232 | CD+DVD       | 初回限定盤A | 4位  | 44,322枚 | Quest        |
| 2nd | 2023年9月6日  | First Flight  | YRCS-90233 | CD+DVD       | 初回限定盤B | 4位  | 44,322枚 | Quest        |
| 2nd | 2023年9月6日  | First Flight  | YRCS-90234 | CD           | 通常盤      | 4位  | 44,322枚 | Quest        |
| 3rd | 2024年1月31日 | Snowin'       | YRCS-90238 | CD+DVD       | 初回限定盤A | 1位  | 48,417枚 | Quest        |
| 3rd | 2024年1月31日 | Snowin'       | YRCS-90239 | CD+DVD       | 初回限定盤B | 1位  | 48,417枚 | Quest        |
| 3rd | 2024年1月31日 | Snowin'       | YRCS-90240 | CD           | 通常盤      | 1位  | 48,417枚 | Quest        |
| 4th | 2024年12月4日 | Level Up      | UMCK-7260  | CD+DVD       | 初回限定盤A | 2位  | 64,575枚 | 未収録       |
| 4th | 2024年12月4日 | Level Up      | UMCK-7261  | CD           | 初回限定盤B | 2位  | 64,575枚 | 未収録       |
| 4th | 2024年12月4日 | Level Up      | UMCK-5769  | CD           | 通常盤      | 2位  | 64,575枚 | 未収録       |
| 5th | 2025年5月7日  | Tick-Tack     | UMCK-7269  | CD+タオル    | 初回限定盤A | 2位  | 90,311枚 | 未収録       |
| 5th | 2025年5月7日  | Tick-Tack     | UMCK-7270  | CD+PHOTOBOOK | 初回限定盤B | 2位  | 90,311枚 | 未収録       |
| 5th | 2025年5月7日  | Tick-Tack     | UMCK-5779  | CD           | 通常盤      | 2位  | 90,311枚 | 未収録       |
| 6th | 2025年9月24日 | 両片想い      | UMCK-7286  | CD+DVD       | 初回限定盤A |      |          | 未収録       |
| 6th | 2025年9月24日 | 両片想い      | UMCK-7287  | CD+PHOTOBOOK | 初回限定盤B |      |          | 未収録       |
| 6th | 2025年9月24日 | 両片想い      | UMCK-5789  | CD           | 通常盤      |      |          | 未収録       |

### アルバム
|     | 発売日        | タイトル | 規格品番   | 形態   | 形態        | 順位 | 売上枚数 | リード曲            |
| --- | ------------- | -------- | ---------- | ------ | ----------- | ---- | -------- | ------------------- |
| 1st | 2024年7月17日 | Quest    | YRCS-95121 | CD+DVD | 初回限定盤A | 5位  | 39,984枚 | Dance On Open World |
| 1st | 2024年7月17日 | Quest    | YRCS-95122 | CD+DVD | 初回限定盤B | 5位  | 39,984枚 | Dance On Open World |
| 1st | 2024年7月17日 | Quest    | YRCS-95123 | CD     | 通常盤      | 5位  | 39,984枚 | Dance On Open World |

### 配信限定シングル
|     | 配信日         | タイトル | 規格                   | 収録アルバム |
| --- | -------------- | -------- | ---------------------- | ------------ |
| 1st | 2024年10月28日 | Always   | デジタル・ダウンロード | 未収録       |

### ミュージックビデオ
| 公開日         | タイトル            | リンク     | 収録作品      |
| -------------- | ------------------- | ---------- | ------------- |
| 2023年3月8日   | Brand New Day       | [ 動画 1 ] | Brand New Day |
| 2023年8月8日   | First Flight        | [ 動画 2 ] | First Flight  |
| 2024年1月10日  | Snowin'             | [ 動画 3 ] | Snowin'       |
| 2024年5月13日  | Dance On Open World | [ 動画 4 ] | Quest         |
| 2024年11月15日 | Level Up            | [ 動画 5 ] | Level Up      |
| 2025年5月5日   | Tick-Tack           | [ 動画 6 ] | Tick-Tack     |

### 参加作品
| 配信日        | タイトル      | アーティスト       | 収録作品      |
| ------------- | ------------- | ------------------ | ------------- |
| 2024年1月17日 | LOVE ALL STAR | JO1 × INI × DXTEEN | LOVE ALL STAR |

## タイアップ
| 起用年 | タイトル            | タイアップ先                                                                                              |
| ------ | ------------------- | --- |
| 2023年 | Brand New Day       | 関西テレビ・フジテレビ系『火曜は全力! 華大さんと千鳥くん』4月 - 6月エンディングテーマ                     |
| 2023年 | Brand New Day       | 広島FM『大窪シゲキの9ジラジ』5月度エンディングテーマ                                                      |
| 2023年 | First Flight        | 読売テレビ・日本テレビ系『ダウンタウンDX』9月・10月エンディングテーマ                                     |
| 2024年 | Dance On Open World | BSよしもと 2024年6月度マンスリーパワープッシュ                                                            |
| 2025年 | Good Vibes          | 東海テレビ・フジテレビ系 土ドラ『最高のオバハン中島ハルコ〜マダム・イン・ちょこっとだけバンコク〜』主題歌 |
| 2025年 | Tick-Tack           | テレビ東京系 ドラマNEXT『やぶさかではございません』オープニングテーマ                                     |
| 2025年 | Change Over         | テレビ朝日系IMAnimation『フェルマーの料理』エンディングテーマ                                             |

## 出演

### テレビ

#### 冠番組
- DXTEEN ROOM（2023年4月11日 - 6月、MUSIC ON! TV）
- #InMyPlaylist Selected by DXTEEN（2023年5月11日、MTV）
- DXTEEN 1Q1A 〜「Brand New Day」Special〜（2023年5月25日、スペースシャワーTV）
- DXTEENセイシュンソウル（2023年8月27日、フジテレビTWO）[33]

#### バラエティ番組
- よるのブランチ（2023年5月10日、TBSテレビ）[34]
- あのちゃんの電電電波♪（2023年6月15日、テレビ東京）[35]
- コラボレーションOCTPATH（2024年4月12日・19日、フジテレビ）
- バズリズム02（2024年4月26日、日本テレビ）
- 開運!なんでも鑑定団（2024年7月9日、テレビ東京）
- 高見沢俊彦の美味しい音楽 美しいメシ（2025年6月20日、BS朝日）[36]

#### 音楽番組
- Venue101（2023年4月15日、NHK総合）[37]
- プレミアMelodiX!（2023年5月30日・9月11日・2024年1月9日・16日、テレビ東京）[38]
- カミオト夜（2023年6月16日、読売テレビ）[39]
- CDTVライブ! ライブ!（2023年7月12日・9月4日・12月31日・2024年1月22日、TBSテレビ）[40][41]
- 音楽の日2023（2023年7月15日、TBSテレビ）[42]
- BREAK OUT（2023年9月7日、テレビ朝日）[43]
- テレ東60祭! ミュージックフェスティバル2023 〜一生聞きたいヒット曲100連発〜（2023年11月15日、テレビ東京）[44]
- Livejack2023 SMASHBEAT SP（2023年11月26日、関西テレビ）[45]
- ニュージェネ!（2024年1月19日、NHK BSプレミアム4K）[46]
- テレ東ミュージックフェス 2024夏（2024年6月26日、テレビ東京）

#### テレビドラマ
- 最後の放課後（2025年3月28日 - 、日本映画専門チャンネル）  - 主演・悠斗 役（大久保）、太陽 役（田中）、拓海 役（谷口）、隼人 役（平本）、奏 役（寺尾）、翼 役（福田）[47][48]
- 君がトクベツ（2025年9月17日 - 〈予定〉、MBS・TBS） - 榛名優生 役（大久保）[49]
- 修学旅行で仲良くないグループに入りました（2025年10月18日 - 〈予定〉、ABCテレビ） - 仲里晴輝 役（福田）[50]

### ラジオ番組
- DXTEENのオールナイトニッポンX（2023年5月11日、ニッポン放送） - 木曜週替わりパーソナリティ
- DXTEENのHello Talk!（2023年5月14日・9月17日、TOKYO FM）

### 配信番組
- A?B?C?DXTEEN!（2024年2月5日 - 、YouTube）[51]

### 映画
- 君がトクベツ（2025年6月20日、ギャガ） - 榛名優生 役（大久保）[52]
- 富士山と、コーヒーと、しあわせの数式（2025年10月24日公開予定、ギャガ） - 森田純希 役（福田）[53]

## 公演

### 参加公演
- F VILLAGE STARTING LIVE! 直前スペシャルショー（2023年3月28日、エスコンフィールドHOKKAIDO）[55]
- Rakuten GirlsAward 2023 SPRING/SUMMER（2023年5月4日、国立代々木競技場第一体育館）[56]
- KCON 2023 JAPAN（2023年5月13日、幕張メッセ）[57]
- DreamHack Japan 2023（2023年5月14日、幕張メッセ）[58]
- MTV LIVE MATCH（2023年5月20日、ぴあアリーナMM）
- LAPOSTA 2023（2023年5月30日・31日、有明アリーナ）[59]
- 2023 DREAM CONCERT in JAPAN : Hello, My Friends!（2023年6月18日、さいたまスーパーアリーナ）[60]
- 2023 漫画博覧会（2023年7月29日・30日、台北市世界貿易センター1号館）[61]
- お台場冒険王2023 SUMMER SPLASH! めざましライブ（2023年8月2日、フジテレビ本社）[62]
- 2023 神宮外苑花火大会（2023年8月12日、秩父宮ラグビー場）[63]
- CDTVライブ! ライブ! フェスティバル 2023 DAY2（2023年9月17日、東京ガーデンシアター）
- STARLIGHT TOKYO 2023（2023年9月23日、有明アリーナ）[64]
- BoyAge Festival 2023 AUTUMN（2023年10月15日、ところざわサクラタウン）[65]
- TGS FES YAMANASHI 2023（2023年10月21日、河口湖ステラシアター）
- カンテレ開局65周年記念 Livejack 2023 SMASH BEAT SP（2023年11月3日、大阪城ホール）[66]
- MTV VMAJ 2023 Pre-Show（2023年11月22日、ぴあアリーナMM）
- 栃木県誕生150年記念若者応援ライブイベント「トチギミライブ! イイトコトチギ!」（2023年12月9日、日環アリーナ栃木）
- LAPOSTA 2024（2024年1月20日・21日、Kアリーナ横浜）
- TGC WAKAYAMA 2024（2024年2月3日、和歌山ビッグホエール）
- Kstyle PARTY 2024（2024年2月24日、有明アリーナ）
- STARLIGHT+ 2024（2024年3月16日、幕張メッセイベントホール）
- WATWING Collab Tour 2024 〜Equal〜（2024年3月20日、Zepp Sapporo）
- NEXT GENERATION LIVE ARENA（2024年4月6日、ぴあアリーナMM）
- Otomeshi Festival 2024（2024年4月28日、八郷総合運動公園）
- Rakuten GirlsAward 2024 SPRING/SUMMER（2024年5月3日、国⽴代々⽊競技場第⼀体育館）
- "Z祭" SUPER LIVE!!!!!!!!!（2024年5月12日、ぴあアリーナMM）
- MUSIC TRIBE 〜Resurrection 2024〜 Limited Edition（2024年6月23日、岡山芸術創造劇場ハレノワ 大ホール）
- NEXT VIRAL ARTIST（2024年7月6日、新潟県民会館）
- XD World Music Festival presented by Yogibo（2024年7月28日、お台場XD特設会場）
- KANSAI COLLECTION 2024 AUTUMN＆WINTER（2024年8月1日、京セラドーム大阪）
- お台場冒険王2024 〜人気者にアイ♡LAND〜 めざましライブ（2024年8月5日、フジテレビ本社）
- 2024 ENA K POP UP CHART SHOW IN JAPAN（2024年8月7日、ぴあアリーナMM）
- 駿府城夏まつり2024（2024年8月17日、駿府城公園）
- LAPOSTA 2025（2025年1月31日 - 2月2日、東京ドーム）
- JAPAN JAM 2025（2025年4月29日、蘇我スポーツ公園）
- X Games Osaka 2025（2025年6月22日、京セラドーム大阪）
- 大阪・関西万博開催記念 Survive FES（2025年7月26日・27日、万博記念公園 もみじ川芝生広場）[67]

### 動画
1. ↑  DXTEEN｜'Brand New Day' Official MV. 8 March 2023. 2023年8月8日閲覧.
2. ↑  DXTEEN｜'First Flight' Official MV ＜2ND SINGLE "First Flight" (2023.09.06 Release)＞. 8 August 2023. 2023年9月9日閲覧.
3. ↑  DXTEEN｜「Snowin'」Official MV ＜3RD SINGLE『Snowin'』(2024.01.31 Release)＞. 10 January 2024. 2024年1月30日閲覧.
4. ↑  DXTEEN｜'Dance On Open World' Official MV. 13 May 2024. 2024年9月29日閲覧.
5. ↑  DXTEEN｜'Level Up' Official MV. 15 November 2024. 2025年5月28日閲覧.
6. ↑  DXTEEN｜'Tick-Tack' Official MV. 5 May 2025. 2025年5月28日閲覧.